# Dubky
Dubky  (ucraniano: Дубки) es una localidad del Raión de Podilsk en el Óblast de Odesa de Ucrania. Según el censo de 2001, tiene una población de 85 habitantes.